# Gunnar Wallin (skådespelare)
Gunnar Wallin, född 5 maj 1895 i Nystad, död 9 februari 1944 i Esbo, var en finländsk skådespelare. 

## Biografi
Wallin utbildade sig vid Svenska Teaterns elevskola 1914–1916 och var därefter engagerad vid denna teater ända till sin död. Sitt verkliga genombrott gjorde han 1922 i Hjalmar Procopés Medaljongen, där han spelade han den ryske greven Lanin. Som den nervsvage Hilbert i Männen vid fronten och som den ondsinte Sintram i Gösta Berlings saga visade Wallin prov på mångsidigheten i sin skådespelarkonst. 
Wallin hade konstnärliga anlag även som målare och var en skicklig karikatyrtecknare, och en ypperlig maskeringskonstnär. I otaliga operetter förlänade han sina operettkrumelurer tokroliga fysionomier. Vid sitt 25-årsjubileum på scenen 1942 skapade han ett djupt inträngande, känsligt porträtt av den gamla läraren doktor Drewett i A.J. Cronins Gudarna le. Wallin var en anlitad instruktör i Arbetets vänners och Brages teatercirklar. En samling av hans radiokåserier utkom postumt 1944 under titeln Filip.

## Teater

### Roller
| År   | Roll                       | Produktion                                                                           | Regi               | Teater                       |
| ---- | -------------------------- | ------------------------------------------------------------------------------------ | ------------------ | ---------------------------- |
| 1916 | Markis de Boisdoré         | Violinkungen (Der Zigeunerprimas) Emmerich Kálmán, Fritz Grünbaum och Julius Wilhelm | Arthur Rehn        | Svenska Teatern, Helsingfors |
| 1917 | Moritz von Schwind, målare | Jungfruburen (Das Dreimäderlhaus) Alfred Maria Willner och Heinz Reichert            |                    | Svenska Teatern, Helsingfors |
| 1926 | Gareau                     | De nya herrarna (Les Nouveaux Messieurs) Robert de Flers och Francis de Croisset     | Harry Roeck-Hansen | Svenska Teatern, Helsingfors |
| 1927 | Archimede, Madames kock    | Nu kommer madame (Enter Madame) Gilda Varesi och Dolly Byrne                         | Tollie Zellman     | Svenska Teatern, Helsingfors |
| 1928 | Bertie Lennox              | Bättre folk (The Best People) Avery Hopwood och David Gray                           | Tollie Zellman     | Svenska Teatern, Helsingfors |
| 1929 | Plom                       | Patrasket Hjalmar Bergman                                                            | Tollie Zellman     | Svenska Teatern, Helsingfors |
| 1929 | Walter Tårpil              | Tiggaroperan (Die Dreigroschenoper) Bertolt Brecht och Kurt Weill                    | Nicken Rönngren    | Svenska Teatern, Helsingfors |
| 1938 | Joseph Fouché              | Madame Sans-Gêne Victorien Sardou och Émile Moreau                                   | Mia Backman        | Svenska Teatern, Helsingfors |